# Yolcu Mansız
Yolcu Mansız (* 25. Oktober 1993 in Kelkit) ist ein türkischer Fußballspieler.

## Karriere
Mansız begann in der Jugend Derince Belediyespors mit dem Vereinsfußball. 2011 wechselte er in den Nachwuchsbereich von Kocaelispor. Hier erhielt er 2012 einen Profivertrag, spielte aber weiterhin überwiegend für die Nachwuchs- bzw. Reservemannschaften. Neben diesen Beschäftigungen wurde er aber auch am Training der Profimannschaft beteiligt und gab schließlich am 21. Oktober 2012 in der Viertligabegegnung gegen Çorum Belediyespor sein Profidebüt. Ab 2014 spielte er der Reihe nach für die Vereine Kahramanmaraşspor, Kozan Belediyespor und Altay Izmir. Mit Letzterem beendete er die Viertligasaison 2016/17 als Play-off-Sieger und erreichte so mit seinem Klub den Aufstieg in die TFF 2. Lig.
In der Wintertransferperiode 2016/17 wurde er vom Erstligisten Kardemir Karabükspor verpflichtet.

## Erfolge
Mit Altay Izmir
- Play-off-Sieger der TFF 3. Lig und Aufstieg in die TFF 2. Lig: 2016/17